# Classe Island (USCGC)
La classe Island est une classe de cotres de la Garde côtière des États-Unis. 49 navires de la classe ont été construits. 
Leurs numéros de coque vont de WPB-1301 à WPB-1349 .
La Garde côtière américaine qui les emploie de 1985 au 30 avril 2025 a transféré plusieurs navires à l'étranger et forces navales des gardes-côtes par la Defense Security Cooperation Agency du Bureau International d' acquisition excédentaire de défense du programme (EDA).

## Opérateurs étrangers
- Garde côtière géorgienne : 2 navires en 2016
  - Ochamchire ex-USCGC Jefferson Island (WPB-1340)
  -  Dioskuria ex-USCGC Staten Island (WPB-1345)
- Agence pakistanaise de sécurité maritime : 2 navires en 2016
  - PMSS Sabqat (1066)[4] ex-USCGC Grand Isle (WPB-1338)
  - PMSS Rafaqat (1068)[5] ex-USCGC Key Biscayne (WPB-1339)
- Garde côtière du Costa Rica : 2 navires en 2017
  - Juan Rafael Mora Porras ex-USCGC Long Island (WPB-1342)
  - José María Cañas Escamilla ex-USCGC Roanoke Island (WPB-1346)
- Sea Shepherd Conservation Society : 3 navires 2015 et 2017
  - MV John Paul DeJoria, ex-MY Jules Verne ex-USCGC Block Island (WPB-1344)
  - MV Farley Mowat ex-USCGC Pea Island (WPB-1347)
  - MV Sharpie ex-USCGC Bainbridge Island (WPB-1343)
- Marine ukrainienne : 2 navires (+ 3 en attente)
  - Sloviansk (P190) ex-USCGC Cushing (WPB-1321), coulé le 3 amrs 2022 par un missile Kh-31 lors de l'invasion de l’Ukraine par la Russie[6]
  - Starobilsk (P191) ex-USCGC Drummond (WPB-1323)
  - USCGC Ocracoke (WPB-1307)
  - USCGC Washington (WPB-1331)
  - USCGC Kiska (WPB-1336)
- Marine colombienne : 3 navires le 14 mai 2025
  - USCGC Mustang (WPB-1310)
  - USCGC Naushon (WPB-1311)
  - USCGC Liberty (WPB-1334)